# Pindray
Pindray [pɛ̃dʁɛ] ist eine französische Gemeinde mit 248 Einwohnern (Stand: 1. Januar 2022) im Département Vienne in der Region Nouvelle-Aquitaine; sie gehört zum Arrondissement Montmorillon und zum Kanton Montmorillon.

## Geografie
Pindray liegt etwa 37 Kilometer ostsüdöstlich von Poitiers. Die Gartempe begrenzt die Gemeinde im Osten. Umgeben wird Pindray von den Nachbargemeinden Antigny im Norden, Jouhet im Osten, Montmorillon im Südosten, Sillars im Süden, Chapelle-Vivers im Westen sowie Leignes-sur-Fontaine im Westen und Nordwesten.

## Bevölkerungsentwicklung
| Jahr                       | 1962 | 1968 | 1975 | 1982 | 1990 | 1999 | 2006 | 2018 |
| Einwohner                  | 330  | 308  | 275  | 278  | 255  | 258  | 256  | 251  |
| Quellen: Cassini und INSEE |      |      |      |      |      |      |      |      |

## Sehenswürdigkeiten

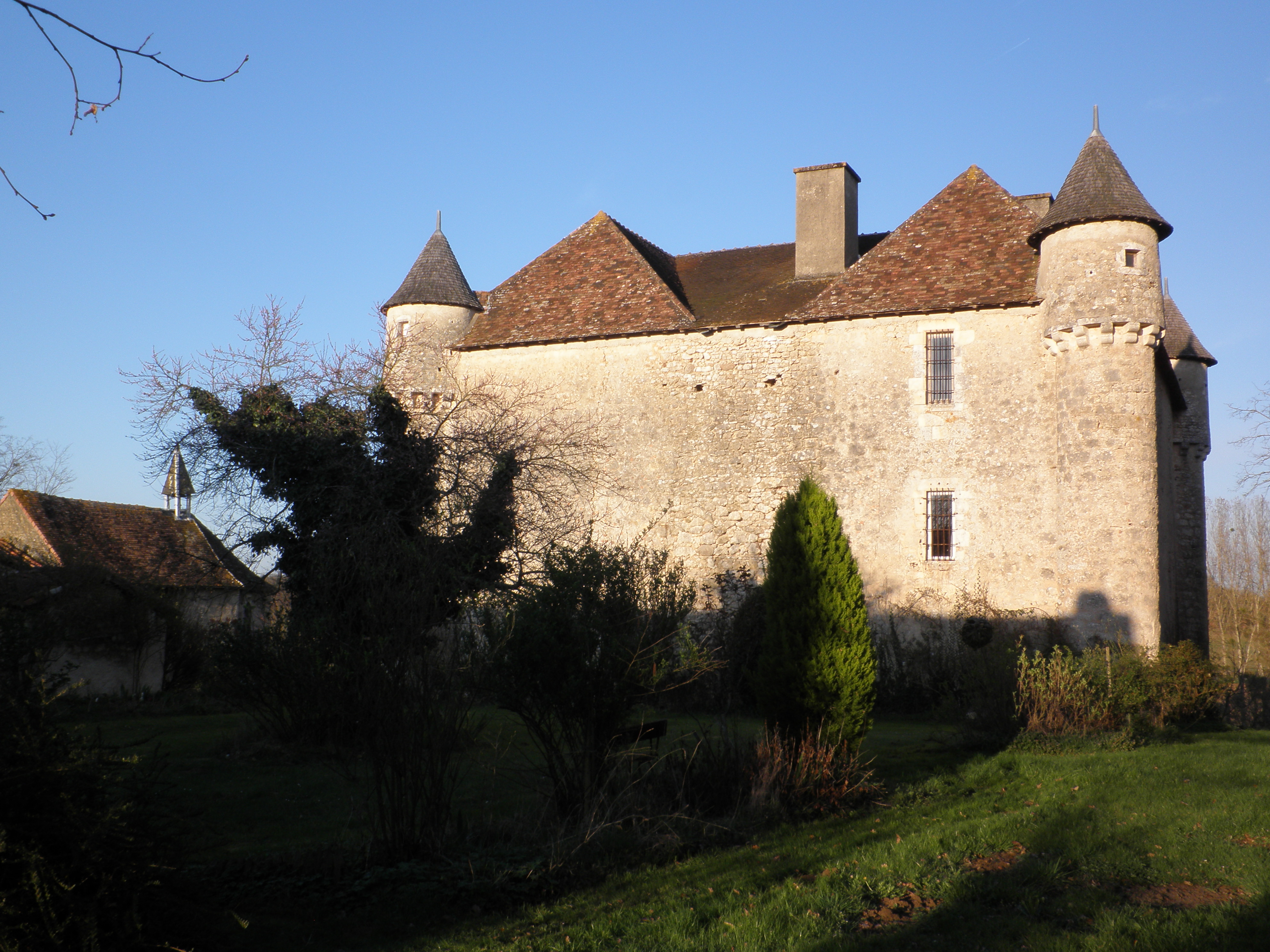
Burg Prunier

- Priorat Saint-Pardoux mit der Kirche Saint-Martial
- Burg Prunier, seit 1973 Monument historique
- Schloss Pindray aus dem 19. Jahrhundert

Siehe auch: Liste der Monuments historiques in Pindray